# مسلة طوبزاوه
مسلة طوبزاوه نصب من الحجر منقوش بالكتابة المسمارية باللغة الأكّدية واللغة الاورارتية القديمة المسماة أورارتو أو خالدي. اكتشفها الجنرال رولنسون عام 1841.

## تاريخ
تقع مسلة طوبزاوه على مسيرة عشرين دقيقة من قرية سيدكان، على يمين الطريق المؤدي إلى ممر كله شين و لولان. نصبت المسلة في فجوة من الأرض منبسطة تطل على وادي عريض كثيف بالأشجار.
المسلة عبارة عن قطعة مستطيلة من حجر البازلت، وقد ركبت على قاعدة مصنوعة من مادة الحجر نفسها، ويندر وجودها في المنطقة بالشكل المستطيل وبنفس الطريقة التي ركبت بها مسلة كله شين. يبلغ سمكها (33سم) وطول قاعدتها (1.16م) وعرضها (92سم)، ويسميها أهالي المنطقة التي حولها (كيلة گياور) أي المسلة الرمادية، ويطلق عليها البعض (كيلة گاور) وتعني نصب الكفار.
نصبت المسلة على الطريق العام الذي يصل سيدكان بممر كيله شين.
ا.
تكسو وجهي المسلة وجانبيها كتابات بالخط المسماري هما آرامية الآشورية والخلدية (الارارتية)، وقد دونت اللغة الآشورية على الوجه المقابل للطريق العام، أما اللغة الخالدية فقد دونت الوجه الآخر، وهو القسم الذي يواجه بلدة مصاصر. أصابها بعض التشويه، ولكن علماء اللغات استطاعوا قراءة ما كتب على هذه المسلة ومعرفة تاريخ نصبها والغاية التي أقيمت من أجلها.

## النص
ملخص الترجمة الآشورية للنص الخلدي وقد جاء بسبعة وثلاثين سطراً:
| مسلة طوبزاوه | ان ارزانا ملك بلدة ومقاطعة مصاسر طلب نجدة روسا (ارسا) بن الملك الخلدي سردور للمحافظة على حياته والتخلص من سلطة الآشوريين وتحالف معه، فأمر بتقوية جيوشه وقد أرادت الآلهة الخير لملك مصاسر وعزز مركزه فيها وفي هذه السنة؟ عندما كان روسا في مصاسر توجه مع ملكها ارزانا إلى معبد الآلهة ووقف ارزانا أمامها وحلف يمين الولاء والاخلاص للملك الخلدي روسا وقرب القرابين وسكب السوائل عند قدمي الأله خلديا.ثم اقام روسا معبداً للإله خلديا في مصاسر ووقف ارزانا ومعه جيوشه يتضرعون عند باب المعبد ثم سلم ارزانا جميع ماعنده من القوات المحاربة للملك روسا، ولما خاطبه الإله خلديا وأمره بالهجوم، سار روسا عبر جبال بلاد آشور، ولما انتهى من طرد الحامية الآشورية من جبال مصاسر، قرب القرابين واقام الأفراح في بلدة مصاسر مدة 15 يوماً. فثبت حكم ارزانا وحصن حياته وبعدها عاد روسا إلى بلاده. أنا ارسا خادم الأله خلديا الراعي الحميم للناس، أحرزت النصر بمساعدة الإله خلديا وقوات جيوشي التي لاتعرف الخوف والكلل ضد المقاومين.فقد أعطاني الإله خلديا القوة والسيادة وجعل سنوات حكمي أفراحاً فحكمت بلاد ارارتو وجزأت بلاد العدو وأكثرت الآلهة أيام سروري وأزفت لي أيام الغبطة والفرح التي يشتهيها قلبي بعد ان تم لي النصر وأمنت السلام وجعلته مستتباً. ان كل من يزيل وكل من يحطم وكل من يفعل هذا فان الإله خلديا و الإله اداد و الإله شماش وكل الآلهة تقطع نسله وتبيد اسمه. | مسلة طوبزاوه |

وتجدر الإشارة إلى أنه ورد فيها ذكر اسم الملك الخالدي روسا، ملك بلاد اورارتو المعاصر للملك الآشوري سرجون (721-705ق.م). كما جاء بهذه المسلة ايضاٌ مساعدة الملك الأورارتي روسا لحليفه ارزانا ملك اقليم مصاصر، ويرجح أن قرية مجيسر الحالية هي مصاصر والتي عثر فيها على تماثيل غريبة، ويحتمل أنها من زمن مسلة طوبزاوه وكله شين. 

## لعنة الآلهة
أشارت كتابات المسلة إلى ان لعنة الآلهة ستصيب كل من يقوم بكسر أو تشويه أو مسح الكتابات الموجودة عليها وتنشر بذرته في البحر الشمالي والجنوبي، مما أدى إلى خلق فكرة عند سكان المنطقة القدماء بوجود اللعنة، وتناقلوها عبر الأجيال شفاهاً، حيث بقيت هذه المنحوتات والمسلات بشكل سالم، ما عدا القسم الأعلى من هذه المسلة حيث أمر سرجون نفسه بكسرها، لكونها تذكر أن الإله خلديا هو سيد العالم، وهو لقب اعتبره سرجون خاص بالإله آشور، كما خرب سطراً كان يدعي أن ارسا قد انتصر على ملك آشور. وكذلك فان للظروف الجوية ونوعية الصخر بالغ الأثر على بقاء المنحوتات، ولكن خلال القرن العشرين تم تشويه معظم المنحوتات الجبلية بسبب ظهور الأسلحة النارية، حيث أمست الكثير منها أهدافاً للتسلية.